# Edith Düsing
Edith Düsing (* 11. September 1951 in Erlangen) ist eine deutsche Philosophin. 

## Leben
Nach dem Philosophicum (1973) und ihrer Promotion (Prädikat: opus eximium) zum Doktor der Philosophie im Jahre 1977 folgte 1984 die Habilitation im Grenzgebiet Pädagogik – Philosophie an der Universität zu Köln. Mehrfache Gastprofessuren und Lehrstuhlvertretungen an den Universitäten Köln, Dortmund, Marburg, Mannheim, Duisburg und Siegen schlossen sich an. An der Gustav-Siewerth-Akademie Weilheim-Bierbronnen hatte Düsing von 1990 bis 2003 eine Professur inne. Von 2003 bis 2019 war sie Dozentin für Philosophie- und Geistesgeschichte an der Freien Theologischen Hochschule Gießen. Von 1989 bis 1994 war sie im Vorstand der Internationalen Johann-Gottlieb-Fichte-Gesellschaft.
Düsings Forschungsschwerpunkt ist die Philosophie der Aufklärung und des Idealismus. Sie gilt als Kennerin von Johann Gottlieb Fichte, Friedrich Nietzsche und Søren Kierkegaard.
Ihr Ehemann war Klaus Düsing, ebenfalls Philosophieprofessor.

## Kritik
Im Frühjahr 2009 unterschrieb Düsing die Marburger Erklärung „Für Freiheit und Selbstbestimmung – gegen totalitäre Bestrebungen der Lesben- und Schwulenverbände“. Daraufhin wurde sie zum Objekt von Protestaktionen durch Lesben- und Schwulengruppen und den AStA der Universität zu Köln.

## Veröffentlichungen (Auswahl)
- Gottvergessenheit und Selbstvergessenheit der Seele. Religionsphilosophie von Kant zu Nietzsche. Fink, Paderborn 2021, ISBN 978-3-7705-6614-3.

- Nietzsches Denkweg: Theologie – Darwinismus – Nihilismus. Fink, Paderborn u. München 2006, ISBN 3-7705-4254-1, 2. Aufl. 2007, 601 S. (Zusammenfassung).
- Gott als Horizont oder Grund des Ich? Von Kants praktischer Metaphysik zu Fichtes Metaphysik des Einen Seins. In: Norbert Fischer (Hrsg.): Kants Metaphysik und Religionsphilosophie. Meiner, Hamburg 2004, ISBN 3-7873-1662-0, S. 433–491 (Kant-Forschungen; 15).
- Intersubjektivität und Selbstbewusstsein: Behavioristische, phänomenologische und idealistische Begründungstheorien bei Mead, Schütz, Fichte und Hegel. Dinter, Köln 1986, ISBN 3-924794-04-9.
- mit Horst W. Beck: Menschenwürde und Emanzipation: Entfremdung und Konzepte ihrer Aufhebung. Hänssler, Neuhausen-Stuttgart 1981, ISBN 3-7751-0561-1.
- Die Problematik des Ichbegriffs in der Grundlegung der Bildungstheorie: Aspekte der Konstitution von personaler Identität bei Dilthey, Nietzsche und Hegel. Diss., Köln 1977.

als Herausgeberin
- mit Hans-Dieter Klein (Hrsg.): Geist, Eros und Agape: Untersuchungen zu Liebesdarstellungen in Philosophie, Religion und Kunst. Königshausen & Neumann, Würzburg 2009, ISBN 978-3-8260-3923-2.
- mit Hans-Dieter Klein und Werner Neuer (Hrsg.): Geist und Heiliger Geist: Philosophische und theologische Modelle von Paulus und Johannes bis Barth und Balthasar. Königshausen & Neumann, Würzburg 2009, ISBN  978-3-8260-3924-9.
- mit Hans-Dieter Klein (Hrsg.): Geist und Literatur: Modelle in der Weltliteratur von Shakespeare bis Celan. Königshausen & Neumann, Würzburg 2008, ISBN 3-8260-3790-1.
- mit Hans-Dieter Klein (Hrsg.): Geist und Psyche: Klassische Modelle von Platon bis Freud und Damasio. Königshausen & Neumann, Würzburg 2008, ISBN 978-3-8260-3818-1.
- mit Hans-Dieter Klein (Hrsg.): Geist als Ursache? Mentale Verursachung im interdisziplinären Diskurs. Königshausen & Neumann, Würzburg 2008, ISBN 978-3-8260-3806-8.
- mit Klaus Düsing und Hans-Dieter Klein (Hrsg.): Geist und Willensfreiheit: Klassische Theorien von der Antike bis zur Moderne. Königshausen & Neumann, Würzburg, 2006, ISBN 3-8260-3507-0.